# توماس برتلينغ
توماس برتلينغ (بالإنجليزية: Thomas Breitling)‏ هو شخصية أعمال أمريكي، ولد في 19 يونيو 1969 في سانت بول في الولايات المتحدة.

## وصلات خارجية
- الموقع الرسمي
- توماس برتلينغ على موقع IMDb (الإنجليزية)